# 자수 (공예)

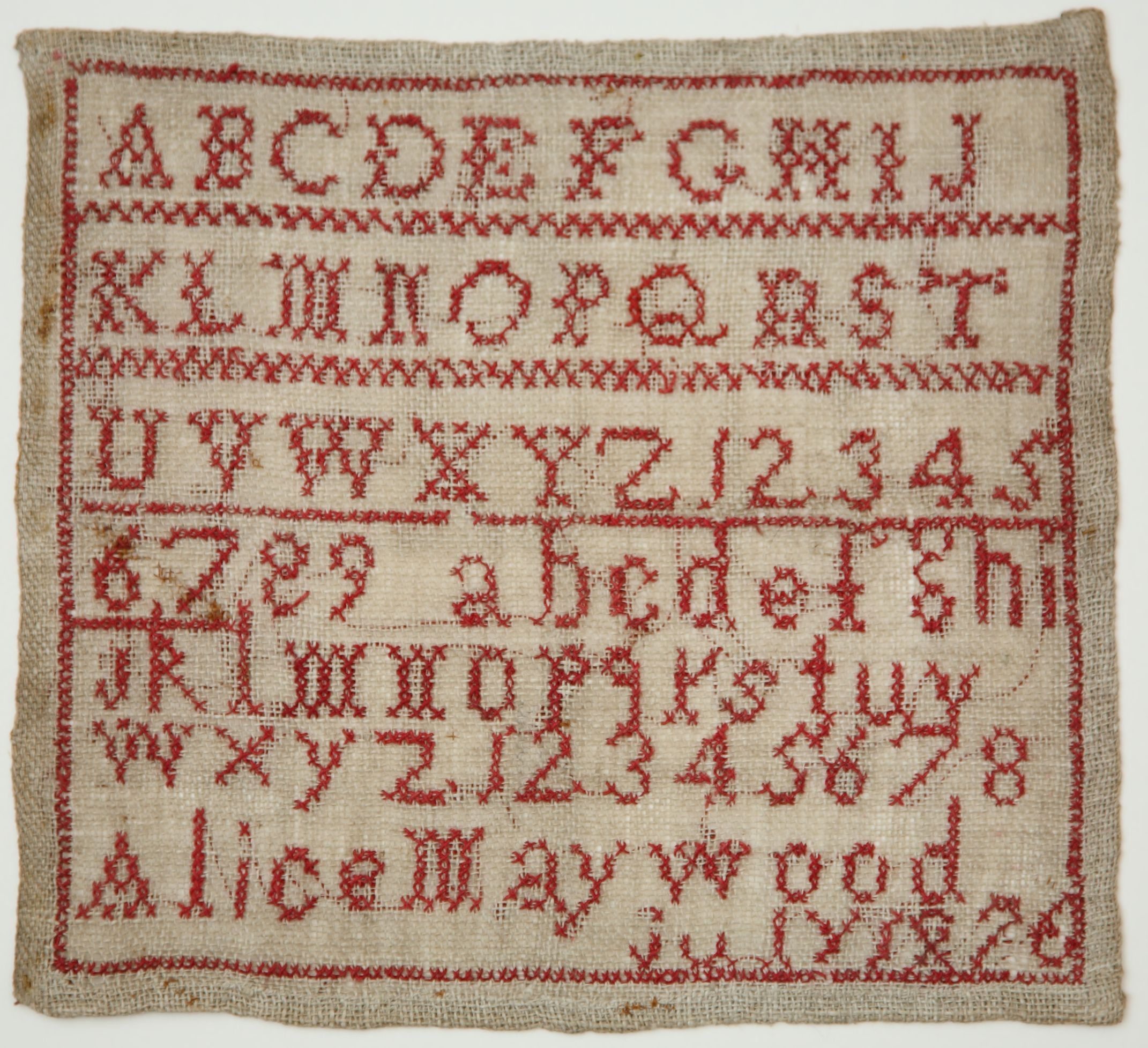
앨리스 메이우드의 자수 샘플, 1826년

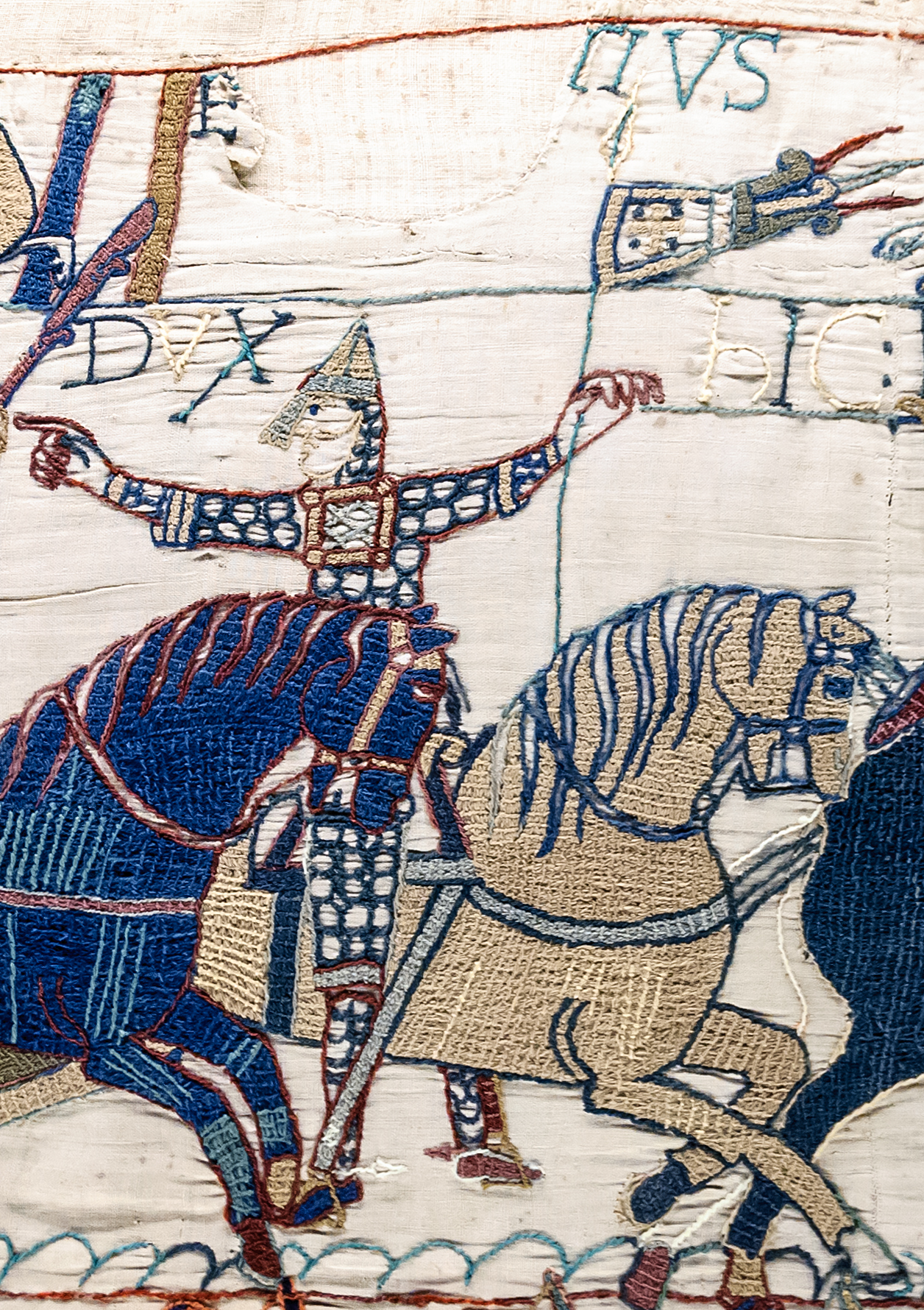
리넨 위에 모직으로 된 표면 기법인 레이드 스레드. 베이외 태피스트리, 11세기

자수(刺繡)는 헝겊이나 가죽에 놓고자 하는 그림이나 문양을 그려 본을 삼고, 실이나 끈 등을 바늘이나 바늘 모양의 도구에 꿰어 수를 놓은 그림이나 문양 혹은 그 그림이나 문양을 천에 장식하는 기술을 칭한다.
헝겊이나 가죽에 수를 놓으려면 천위에 선으로 밑그림을 그려놓고 수를 놓는다.

## 한국의 자수
한국의 자수는 동양 자수에 속한다. 한국의 자수는 그 수법이 매우 섬세하고 치밀하여 숙련된 솜씨와 인내와 정성이 필요하다. 실의 꼬임과 굵기의 변화를 이용하여 사물의 질감과 입체감·원근감 등을 살리며, 복식·실내 장식품·생활 용품 등에 널리 이용된다. 자수의 바탕감으로는 무늬없는 공단이 주로 쓰이며, 작품의 용도와 도안에 따라 면직물·마직물·합성섬유 직물 등이 쓰이기도 한다. 자수의 방법으로는 흔히 평수·자련수·이음수 등이 쓰인다. 그 밖에도 실의 굵기, 실의 꼬임, 배색, 용도 등에 따라 수법의 변화를 준다.

## 서양 자수
서양 자수는 동양 자수에 비해 수법이 매우 다양하고 누구나 쉽게 익힐 수 있다. 또한 재료를 쉽게 준비할 수 있고, 무늬의 구성과 배색이 자유로우며, 용도가 다양하다. 의복을 비롯하여 손수건·가방·덮개류·침구류 등의 일용품에서부터 액자·가리개 등의 장식품에 이르기까지 널리 활용된다.

### 프랑스 자수
프랑스 자수(France-刺繡)는 서양 자수의 기초가 되며, 수법의 종류가 많고 쉽게 익힐 수 있다. 또한 실용적이며 재료와 용구의 준비가 간편하고 응용 범위가 넓다. 바탕감으로는 옥양목·포플린·아마·망사·우단·가죽·비닐 등 바늘이 들어갈 수 있는 것이면 무엇이든 가능하다. 자수용 실로는 면사·모사·레이온사 등이 쓰인다. 프랑스 자수사인 25번사는 가장 가는 면사로 보통 여섯 가닥으로 되어 있으며, 가는 실을 느슨하게 꼬아 합친 실이다.

### 프랑스 자수의 기초 수법
러닝 스티치
오른쪽에서 왼쪽으로 홈질하듯이 수놓는다. 바늘땀의 크기를 일정하게 하고 실이 당겨지지 않게 한다. 윤곽선을 부드럽고 은은하게 표현하는 데 쓰인다.
아우트라인 스티치
왼쪽에서 오른쪽으로 수놓아 가는데, 먼저 놓은 바늘땀의 중간에서 바늘을 빼어 길이를 연장해 나간다. 한국 자수의 이음수와 같은 수법으로 윤곽선이나 줄기·작은 글자 등 가는선을 표현하는 데 사용된다. 그리고 곡선을 수 놓을때는 간격을 작게 하면서 스티치를 놓아 나간다.
체인 스티치
사슬 모양을 연속적으로 이어가는 수법으로, 굵은 선을 수놓을 때나 면을 메울 때 사용된다.
케이블 스티치
바늘로 바탕감을 0.2 ~ 0.3cm 뜬 다음, 실을 돌려 위의 바늘땀으로 통과시키고 다시 한 번 돌려서 밑의 실을 걸어 낸다. 선을 입체적으로 수놓을 때 많이 사용되는데, 두꺼운 감에 굵은 실을 쓰면 더욱 효과적이다.
프렌치 노트 스티치
바늘을 위쪽으로 뺀 다음, 바늘에 실을 한두 번 감고 실을 가만히 누르면서 바탕감 아래로 바늘을 빼면 매듭수가 된다. 꽃씨 등을 표현하는 데 쓰인다.
새틴 스티치
사선으로 틈이 없이 면을 메울 때 사용한다. 꽃잎이나 나뭇잎·열매 등의 좁은 면을 메우는 데 사용된다.
롱 앤드 쇼트 스티치
문 양의 외곽선에는 바늘땀의 간격이 촘촘하고도 고르게 놓이도록 하고, 안쪽에는 바늘땀의 길이를 길고 짧게 번갈아 놓아 면을 표현하는 수법이다. 꽃잎이나 나뭇잎·나무 줄기 등을 수놓을 때 많이 사용하는데, 수의 결을 살리면서 색상의 변화를 나타내기에 알맞다.
레이지 데이지 스티치
사슬을 하나씩 떼어 놓은 것처럼 수놓아 고리의 위를 징그는 수법이다. 작은 꽃 등을 표현할 때 사용된다.
헤링본 스티치
위아래를 번갈아 조금씩 떠서 새발뜨기와 같은 모양으로 수놓는다. 나뭇잎이나 꽃잎 등의 면을 성기게 수놓는 데 쓰인다.
카우칭 스티치
굵은 실이나 코드·리본 같은 것을 윤곽선에 놓고 징그는 수법이다. 징그는 간격을 고르게 하고 놓인 실과 직각이 되게 하며, 심한 곡선으로 돌아갈 때에는 징그는 간격을 좁혀야 한다.
버튼홀 스티치
가장자리에 매듭이 지어지게 놓는 수법이다. 손바느질로 단춧구멍을 할 때나 컷워크·아플리케를 할 때 사용된다.

### 스웨덴 자수
스웨덴·유고슬라비아 등의 유럽에서 발전해 온 자수로서, 천의 올을 세며 자수하는 기법으로 비교적 쉽고 빠르며 색실로 수를 놓아 아름답다. 수법이 간단하여 누구나 손쉽게 할 수 있다. 실이 적게 들어서 경제적이며 세탁을 해도 수놓은 면이 상하지 않는다. 실용적이면서도 산뜻한 맛이 있어서 실내 장식, 복식용품에 많이 이용되고 있다.
천은 두꺼운 2중직으로서 날실이 두세 가닥씩 교차하는 전용천이 있다. 실은 자수실의 5번이나 25번이 좋으며, 모사를 함께 써도 좋다. 바늘은 약간 굵으며 끝이 무딘 것이 좋고 털실에는 돗바늘을 사용한다.
스웨덴 자수법에는 직선놓기와 곡선놓기·사선놓기가 있다. 직선놓기는 러닝 스티치와 같이 올이 일직선이 되게 오른쪽에서 왼쪽으로 떠 나가며, 곡선놓기는 입체감을 나타내는 수법으로, 위로 둥글게 꽂아가며 놓는다. 그리고 사선놓기는 위아래로 사선을 수놓는 방법이다.

### 기타 자수 수법
튈 자수
튈 자수(tulle 刺繡)는 사각 망사나 육각 망사에 프랑스 자수로 수를 놓는 것이다. 바탕감의 투명함과 수법의 단순함을 잘 조화시켜 여름철 실내 장식품이나 의복의 장식으로 이용되고 있다. 시원하고 우아한 아름다움을 표현할 수 있는 것이 특징이다. 바탕감으로는 면망사나 나일론 망사를 쓰고, 수실로는 스웨덴 자수실·프랑스 자수실·레이스실·견사·나일론사 등이 쓰인다. 바늘은 돗바늘이나 종바늘을 사용한다. 수법은 러닝 스티치와 다닝 스티치가 가장 많이 사용되며 시작할 때와 끝맺음할 때 3 ~ 4cm 정도 겹치는 부분이 있도록 되돌아 뜬다. 수를 놓은 후 가장자리는 시접을 속으로 접어 넣고 버튼홀 스티치나 다닝 스티치로 처리한다.
리본 자수
가늘고 긴 리본으로 수를 놓으며 수법은 프랑스 자수법을 이용한다. 실에 비하여 나비가 넓어 실로는 표현하기 어려운 굵직한 감각을 살릴 수 있다. 또 자유롭고 대담한 수법으로 화려한 표현을 할 수 있다. 쿠션·커튼·액자·핸드백·숄·아기옷·스웨터 등의 의복이나 실내 장식에 적당하지만 세탁을 자주 해야 하는 불편함이 있다. 바탕감은 늘거나 줄지 않는 나일론·면직물·얇은 모직물 등이 적당하다. 리본은 풀기가 없고 광택이 있으며 짜임새가 촘촘하고 올이 고운 것으로 폭이 좁은 것이 수놓기가 편하다.
아플리케
퀼팅

## 같이 보기
- 한국의 자수
- 십자수